# Friedhof Gaisburg

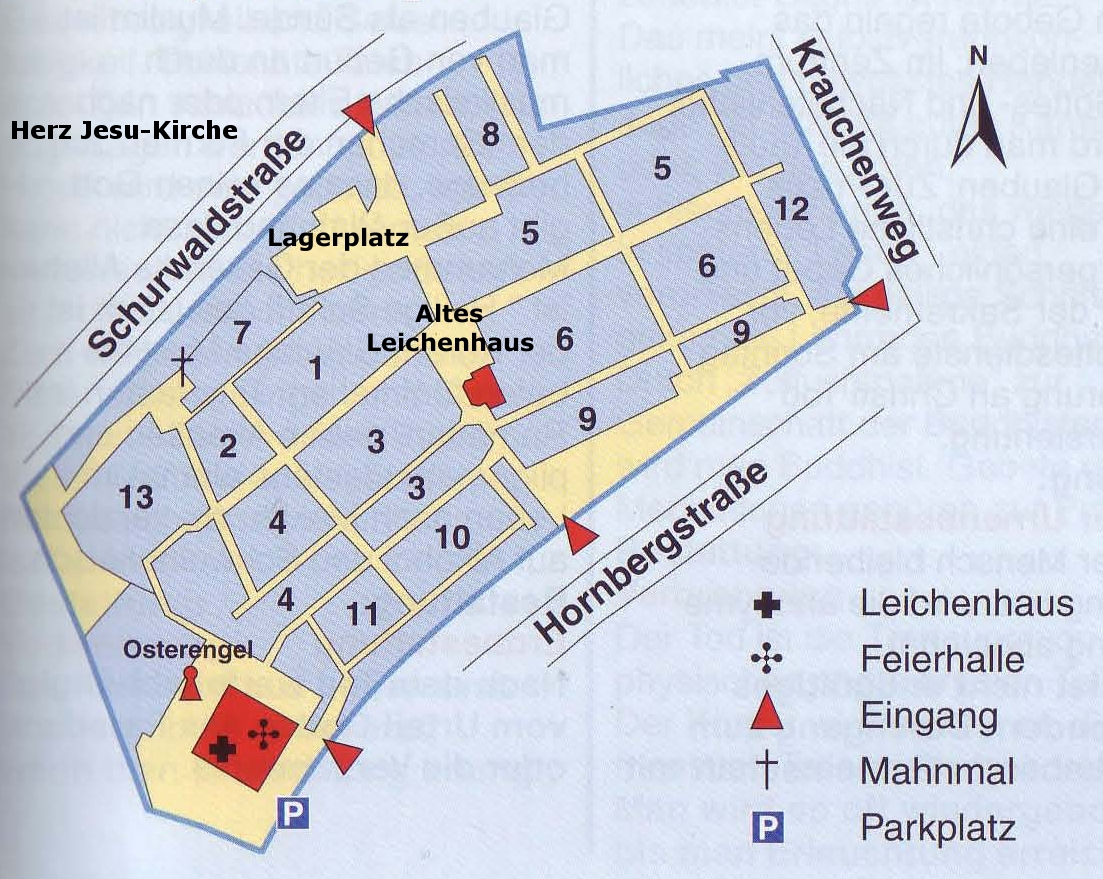
Friedhof Gaisburg, Lageplan, 2011

Der Stuttgarter Friedhof Gaisburg liegt im Stadtteil Gaisburg im Stadtbezirk Stuttgart-Ost. Er wurde 1836 angelegt und in zwei Schritten (1880 und 1971) auf die heutige Gesamtfläche erweitert. Der Friedhof gehört zu den kleineren Stuttgarter Friedhöfen. Seine Fläche umfasst etwa 1 Hektar und ist in die Abteilungen 1-13 mit etwa 1700 Grabstellen aufgeteilt. Auf dem Friedhofsgelände befinden sich eine Feierhalle, das Alte Leichenhaus, ein Gefallenenmahnmal und das Standbild „Osterengel“.
Der Friedhof erstreckt sich zwischen der Schurwaldstraße mit der Herz-Jesu-Kirche im Norden und der Hornbergstraße im Süden und zwischen dem Krauchenweg im Osten und einem Teilstück der Pflasteräckerstraße im Westen. Der größtenteils ebene Friedhof liegt auf einer Höhe von etwa 270 Metern über NN, die Feierhalle liegt auf dem höchsten Punkt des Friedhofs auf einer Höhe von etwa 275 Metern.

## Feierhalle

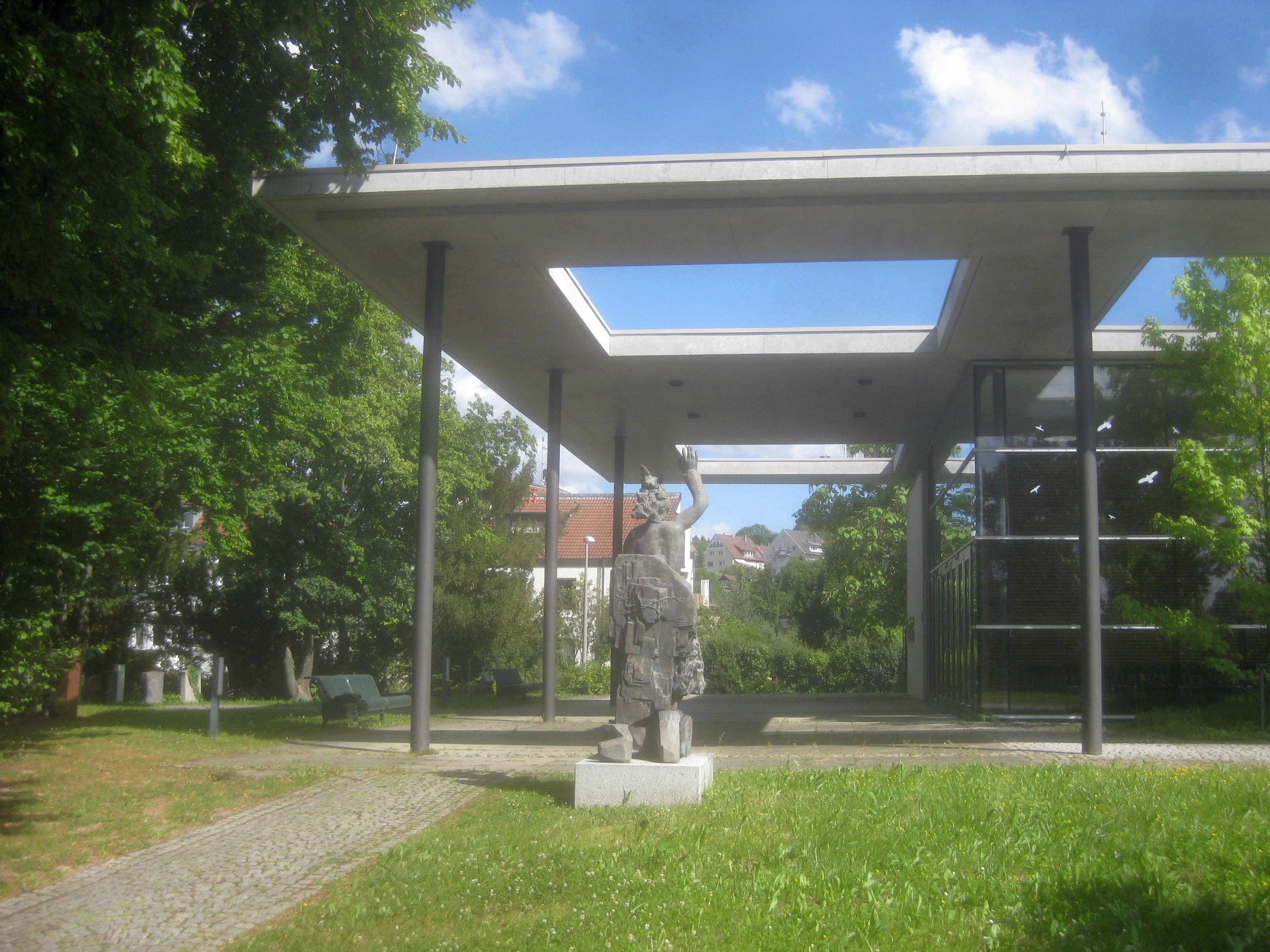
Feierhalle mit Osterengel

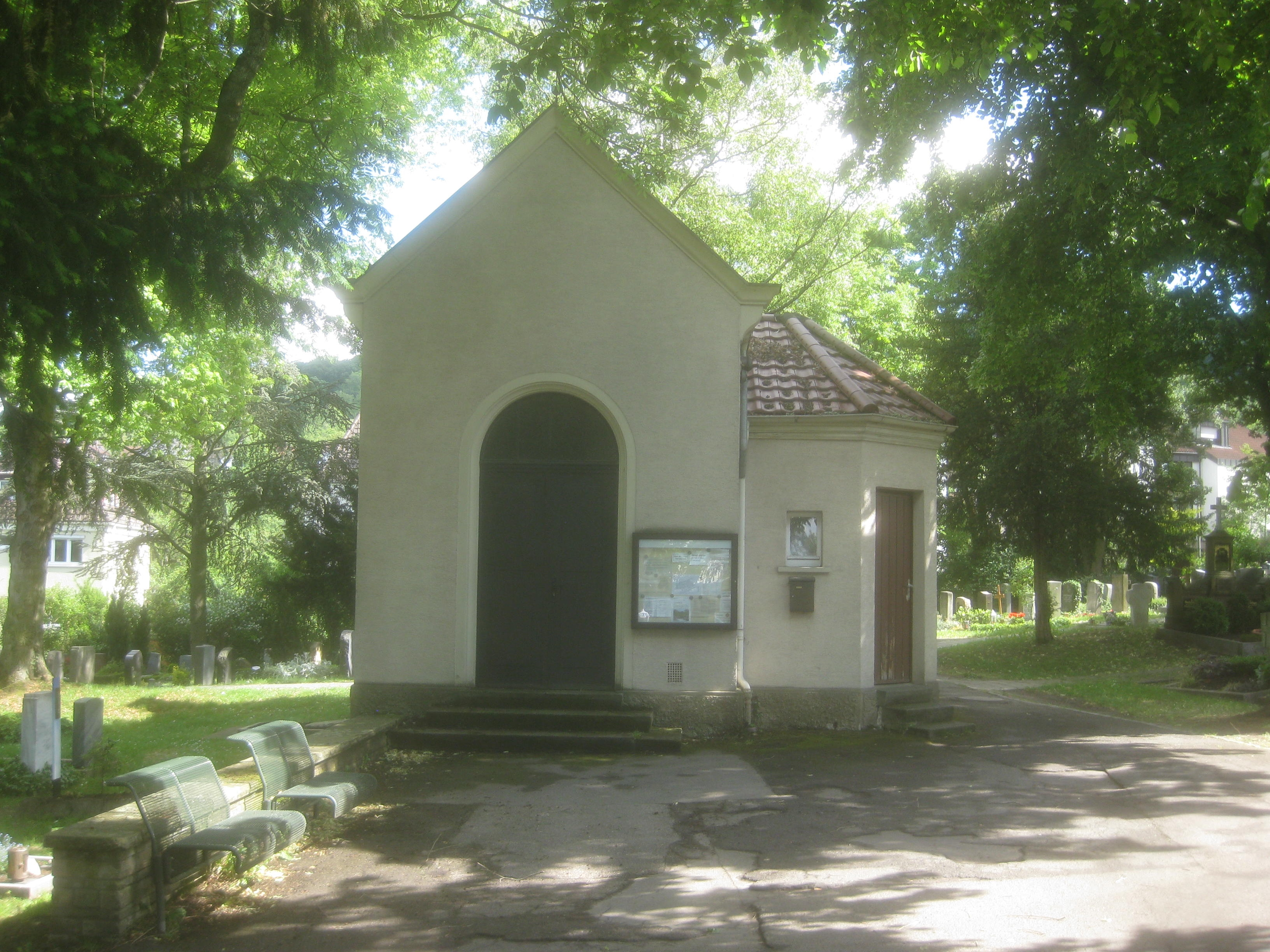
Altes Leichenhaus

Die Neue Feierhalle (oder Aussegnungshalle) wurde 2002 nach den Plänen der Stuttgarter Architekten Dasch, Zürn und von Scholley erbaut, um der Platznot in dem kleinen Alten Leichenhaus abzuhelfen. Die Halle kann direkt über den Friedhofseingang Hornbergstraße 140 an der Ecke zur Pflasteräckerstraße erreicht werden.
Das hohe Gebäude erhebt sich auf einer fast quadratischen Grundfläche von etwa 200 Quadratmetern. Das Innere besteht aus dem eingeschossigen, hallenartigen Feierraum mit über 70 Sitzplätzen sowie den Aufbahrungs-, Aufenthalts- und Funktionsräumen, die sich in zwei Geschossen seitlich an den Feierraum anlagern. Fast geschlossene Wandscheiben schirmen die Räume gegen die Hornbergstraße und die Pflasteräckerstraße hin ab. Raumhohe Verglasungen öffnen den Feierraum an den beiden anderen Seiten zum Friedhof hin, wodurch fließende Übergänge zwischen Innen und Außen entstehen.
Das Flachdach der Feierhalle ragt an zwei Seiten als luftiges Vordach um je 8 Meter über das Gebäude hinaus. Vier große quadratische Öffnungen im Vordach tragen zur Belichtung des Innenraums bei. Der Feierraum kann an der Eingangsseite über seine gesamte Breite zum Vorplatz hin geöffnet werden, so dass auch eine größere Trauergemeinde Platz findet. Rechts vom Eingang der Feierhalle steht das Standbild des Osterengels. Er wendet sich mit dem zum Segen erhobenen Arm dem Eingang zu, aus dem die Trauerprozessionen heraustreten.

## Altes Leichenhaus
Der Friedhofseingang an der Schurwaldstraße führt zu dem schlichten Alten Leichenhaus, das in der Mitte des Friedhofs zwischen den Abteilungen 3 und 7 liegt. Das kleine Gebäude mit einer Grundfläche von etwa 50 Quadratmetern besteht aus einem schmalen, kapellenartigen Bau mit Satteldach und einem niedrigeren fünfeckigen Apsisanbau mit Zeltdach. In dem Anbau befindet sich auch eine öffentliche Toilette.

## Mahnmal

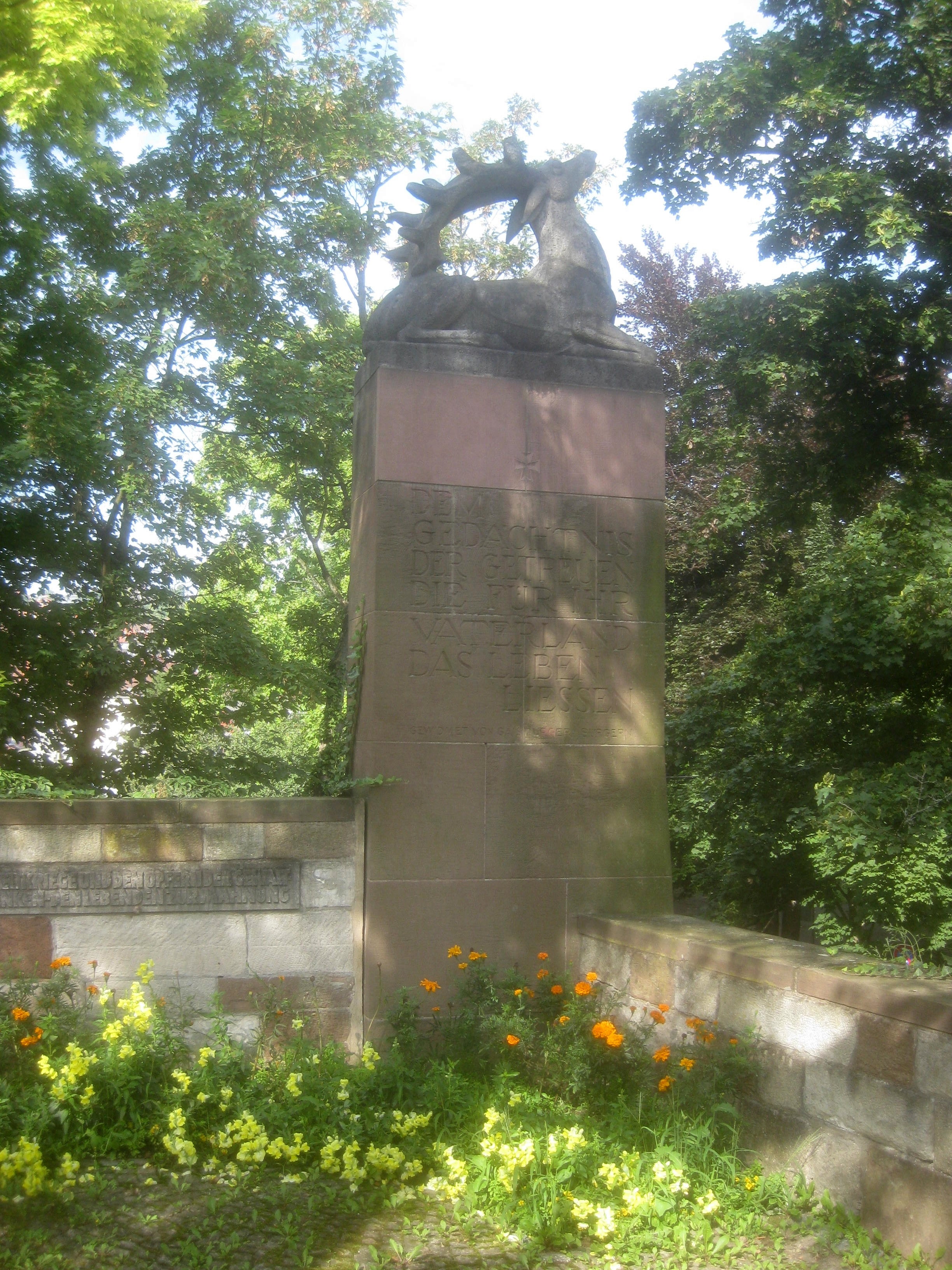
Mahnmal

Das Gefallenen-Mahnmal wurde 1928 auf der Höhe der Hangböschung errichtet, die parallel zu Schurwaldstraße und Herz-Jesu-Kirche verläuft. Ein hohes Sandsteinpostament, das die Ecke der Friedhofsmauer bildet, wird von der Figur eines sterbenden Hirschs bekrönt. Der Hirsch liegt auf dem Postament und streckt seinen Kopf im Schmerz nach hinten, so dass sein mächtiges Zehnender-Geweih mit den Spitzen den Rumpf berührt. Die Skulptur ist ein Werk des Stuttgarter Bildhauers Jakob Brüllmann, der in der Region eine Reihe weiterer Mahnmale und das Reformationsdenkmal an der Hospitalkirche in Stuttgart schuf.
An der Straßenseite trägt das Postament die Reliefs eines Schwerts und eines Stahlhelms. An der Breitseite ist folgende Inschrift eingemeißelt:
Dem Gedächtnis der Getreuen, die für ihr Vaterland das Leben ließen. Gewidmet von Gaisburger Bürgern.
Die Friedhofsmauer trägt eine Liste mit den Namen der im Ersten Weltkrieg gefallenen Gaisburger Einwohner. Nach dem Zweiten Weltkrieg wurde die Widmung auf die Gefallenen des Zweiten Weltkriegs und alle Opfer des nationalsozialistischen Regimes erweitert, dazu wurde Liste an der Friedhofsmauer durch eine Relieftafel mit der folgenden Inschrift ergänzt:
Den Opfern zweier Weltkriege und den Opfern der Gewaltherrschaft zum Gedenken – den Lebenden zur Mahnung.

## Osterengel
Rechts vom Haupteingang der Feierhalle steht auf einem niedrigen Steinsockel die Bronzeskulptur „Osterengel“, ein Werk des Bildhauers Siegfried Haas aus dem Jahr 2003.
Nach dem Evangelium des Matthäus kam nach der Auferstehung Christi ein Engel zu dessen Grab, wälzte den Stein davor hinweg, zeigte Maria und Maria Magdalena das leere Grab und sprach:
„Fürchtet euch nicht! Ich weiß, dass ihr Jesus, den Gekreuzigten, sucht. Er ist nicht hier; er ist auferstanden, wie er gesagt hat.“
Die 2,50 Meter große männliche Figur des Osterengels schwebt über einem aus dem Grabe auferstandenen, auf dem Rücken liegenden Zwergmenschen mit Totenkopfschädel und klobigen Gliedmaßen, die er von sich streckt. Der Engel lehnt an dem dicken, hohen Grabstein des Toten, der auf dessen Leib und Beinen lastet. Als Personifikation des Sieges über die Mächte des Todes erhebt der Osterengel zum Zeichen des Segens die rechte Hand, mit der Linken bietet er eine Schale mit Salböl dar.

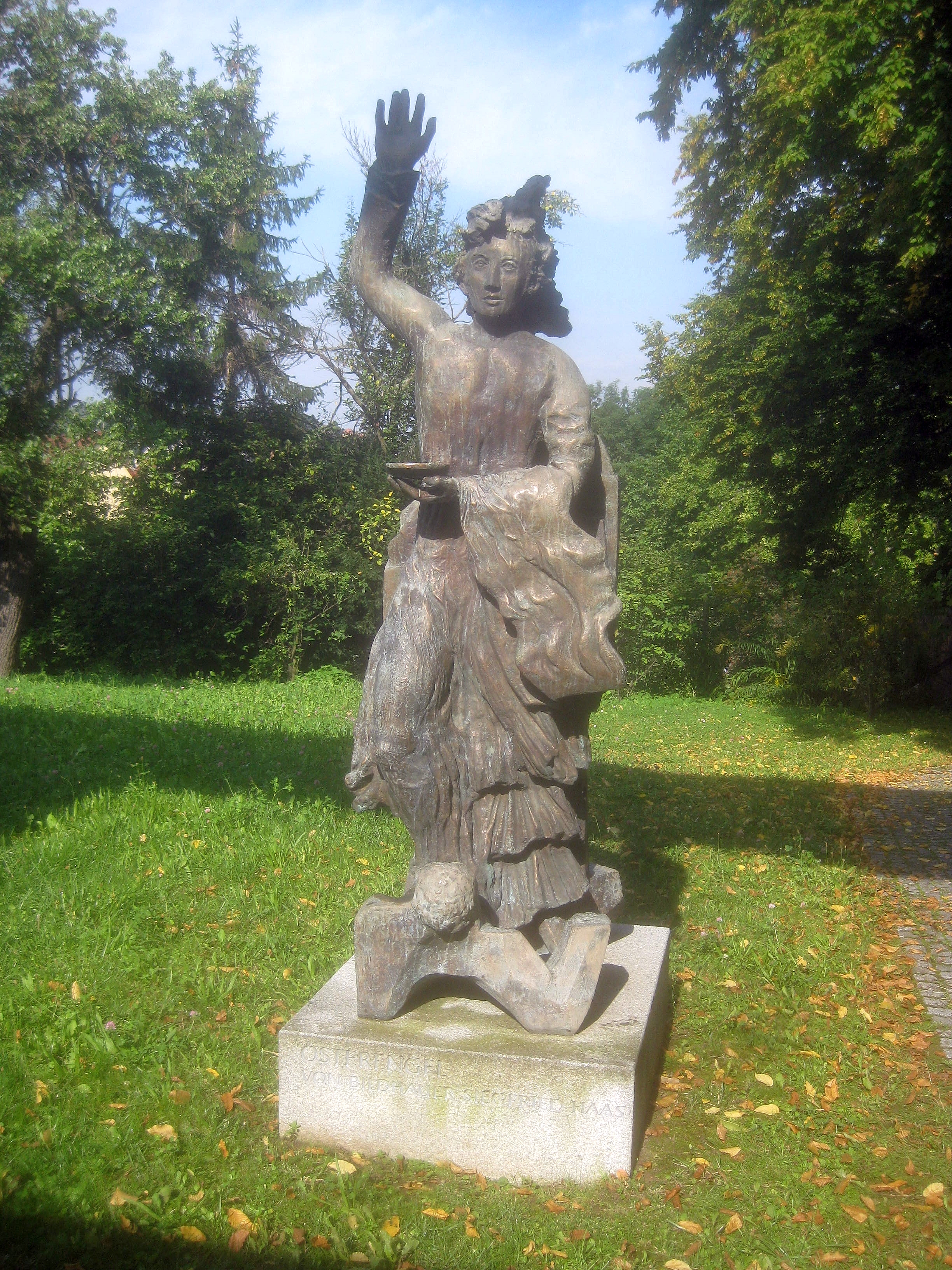
Osterengel.
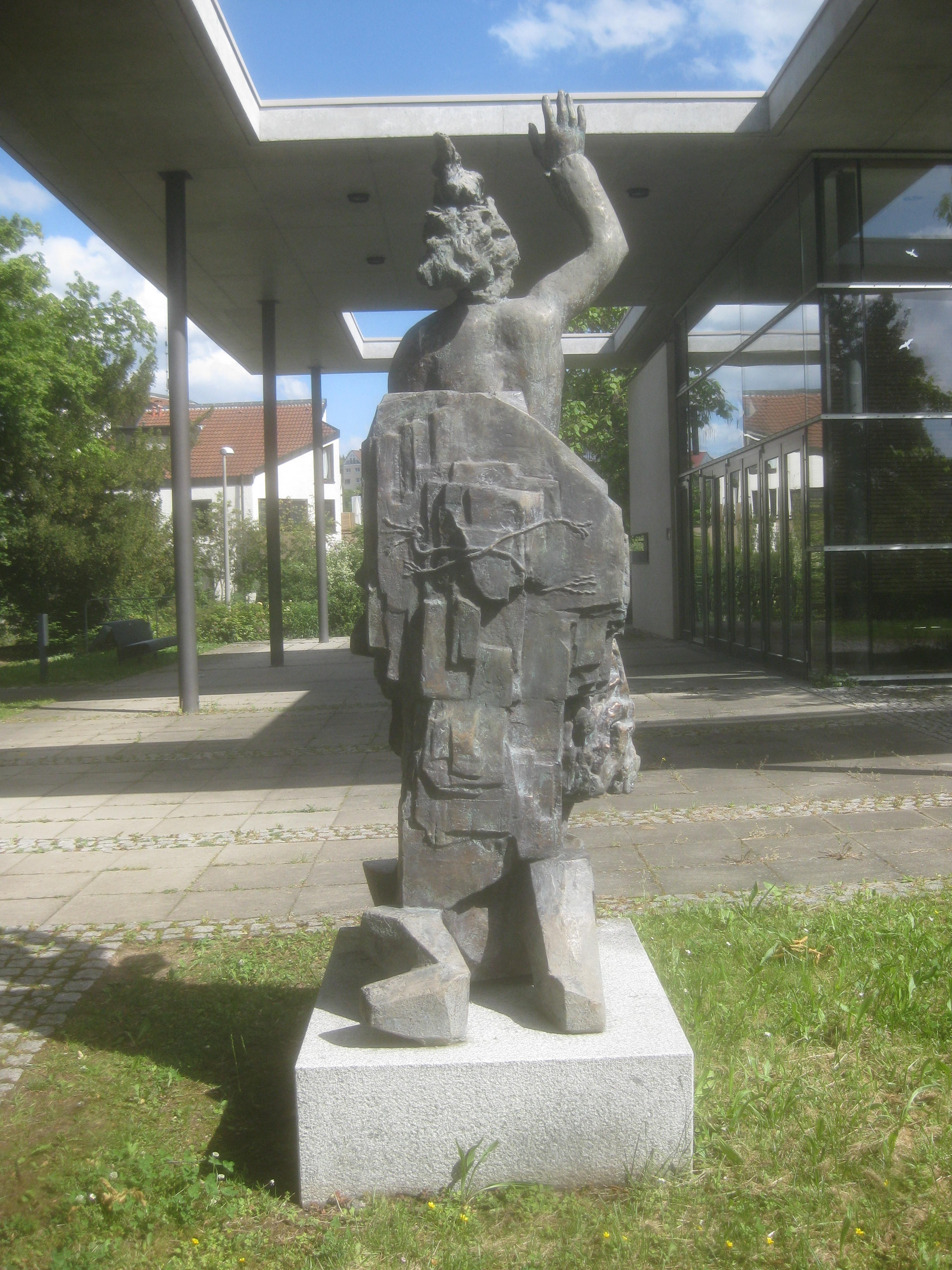
Rückseite.
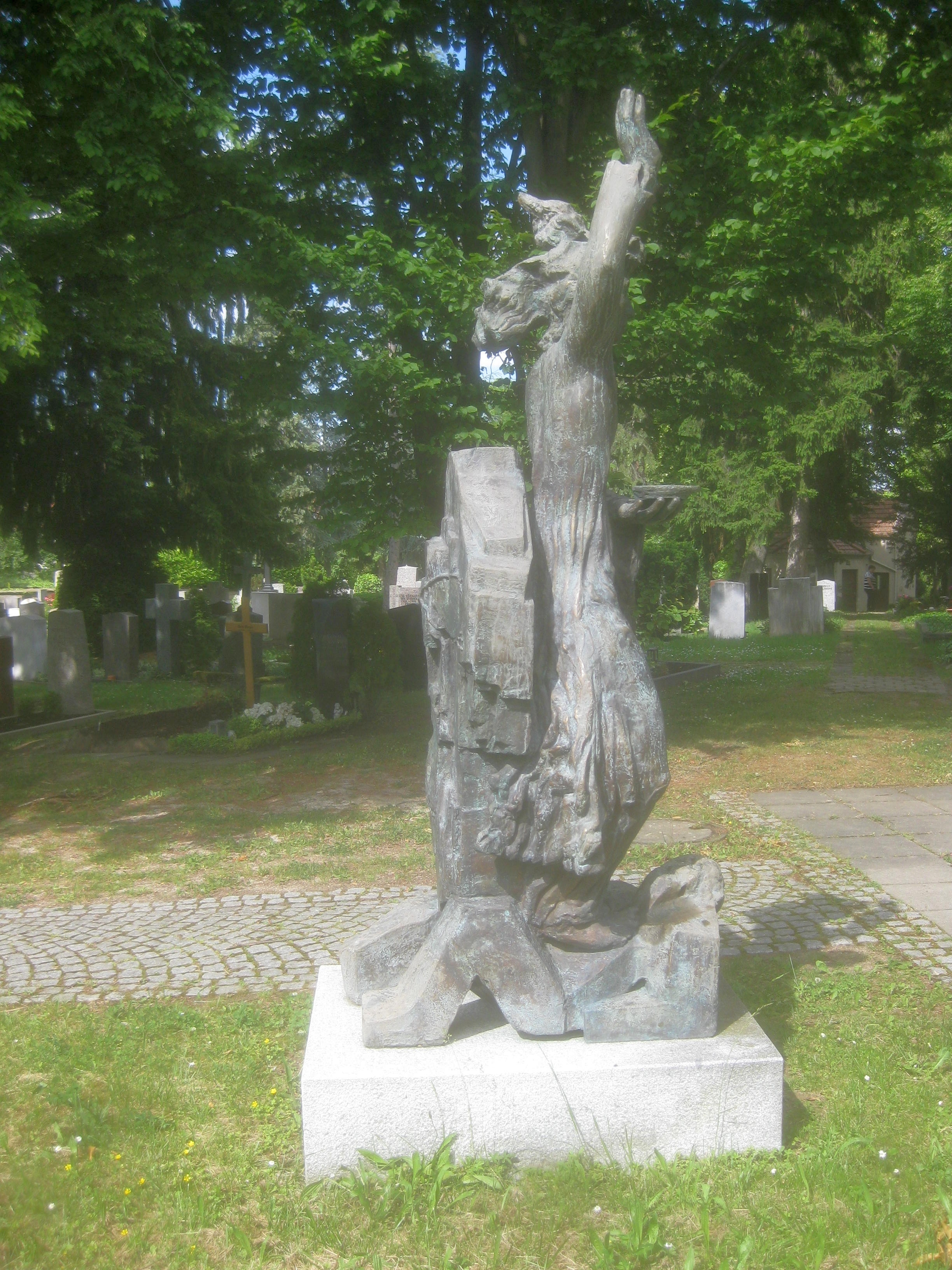
Seitenansicht.

## Gräber
| → Spaltenlegende und -sortierung | |
| Legende | |
| \| # \| Nummer der Abteilung, in der sich das Grab befindet. Die Lage der Abteilungen geht aus dem Friedhofsplan (siehe oben) hervor. \| \| P \| Grab eines Prominenten. \| \| K \| Grab mit Kunstwerk oder ein Grab, das aus anderen Gründen bemerkenswert ist. \| \| * \| Geburtsjahr. \| \| † \| Todesjahr. \| | |
| Sortierung | |
| - Eine Spalte sortieren: das Symbol im Spaltenkopf anklicken. Spalte Grab/Künstler: Sortierung nach dem Familiennamen. - Nach einer weiteren Spalte sortieren: Umschalttaste gedrückt halten und das Symbol anklicken. - Anfangssortierung: nach dem Familiennamen in der Spalte Grab.                            | |
| # | Nummer der Abteilung, in der sich das Grab befindet. Die Lage der Abteilungen geht aus dem Friedhofsplan (siehe oben) hervor. |
| P | Grab eines Prominenten. |
| K | Grab mit Kunstwerk oder ein Grab, das aus anderen Gründen bemerkenswert ist.                                                  |
| * | Geburtsjahr. |
| † | Todesjahr. |

| Abbildung | # | P | K | Grab                                                  | *    | †    | Objekt |
| --------- | - | - | - | ----------------------------------------------------- | ---- | ---- | --- |
|           |   |   | K | Amthor Hotz.                                          |      |      | Kannelierte Säule mit aufgesetzter Urne. |
|           |   |   | K | Artur Böhme.                                          | 1899 | 1982 | Grabmal mit der Skulptur eines Hutes als Aufsatz. |
|           |   |   | K | Bräuning.                                             |      |      | Stehender Propeller aus Marmor. |
|           |   |   | K | Caserion Della Penna.                                 | 1937 | 1995 | Rundes, zweigeteiltes Grabmal mit Relief einer Heiligen, die einen Mann an ihre Brust drückt. |
|           |   |   | K | Wilhelm Föll.                                         | 1851 | 1894 | Relief einer stehenden Trauernden. |
|           |   |   | K | Otto Karl.                                            | 1921 | 2001 | Dreiteiliges Grabmal aus Sandstein mit weißem Kreuz und goldenen Inschriften. |
|           |   |   | K | Ulla Karle.                                           | 1957 | 2002 | Zeichnung einer Berglandschaft mit Steg über einem Bergbach, mit einem springenden Pferd und mit strahlender Sonne unter drohenden Wolken.                                                                     |
|           |   |   | K | Otto Schneider, Stadtpfarrer in der Herz Jesu-Kirche. | 1927 | 1986 | Medaillon mit Kreuz aus verschiedenfarbigen Gläsern. |
|           |   |   | K | Eugen Sohn.                                           | 1924 | 1988 | Grabmal in Form eines Turms im Schachspiel. Risszeichnung links: Maurerzunftzeichen aus Zirkel, Winkeldreeck, Senkblei (vielleicht auch Freimaurerzeichen). Risszeichnung rechts: Umrisse von 8 Schachfiguren. |
|           |   |   | K | Ellen Vollmer.                                        | 1951 | 2014 | Grob bearbeiteter, dreieckiger Grabstein, aus dessen Seite eine kniende Trauernde herauswächst. |

## Literatur

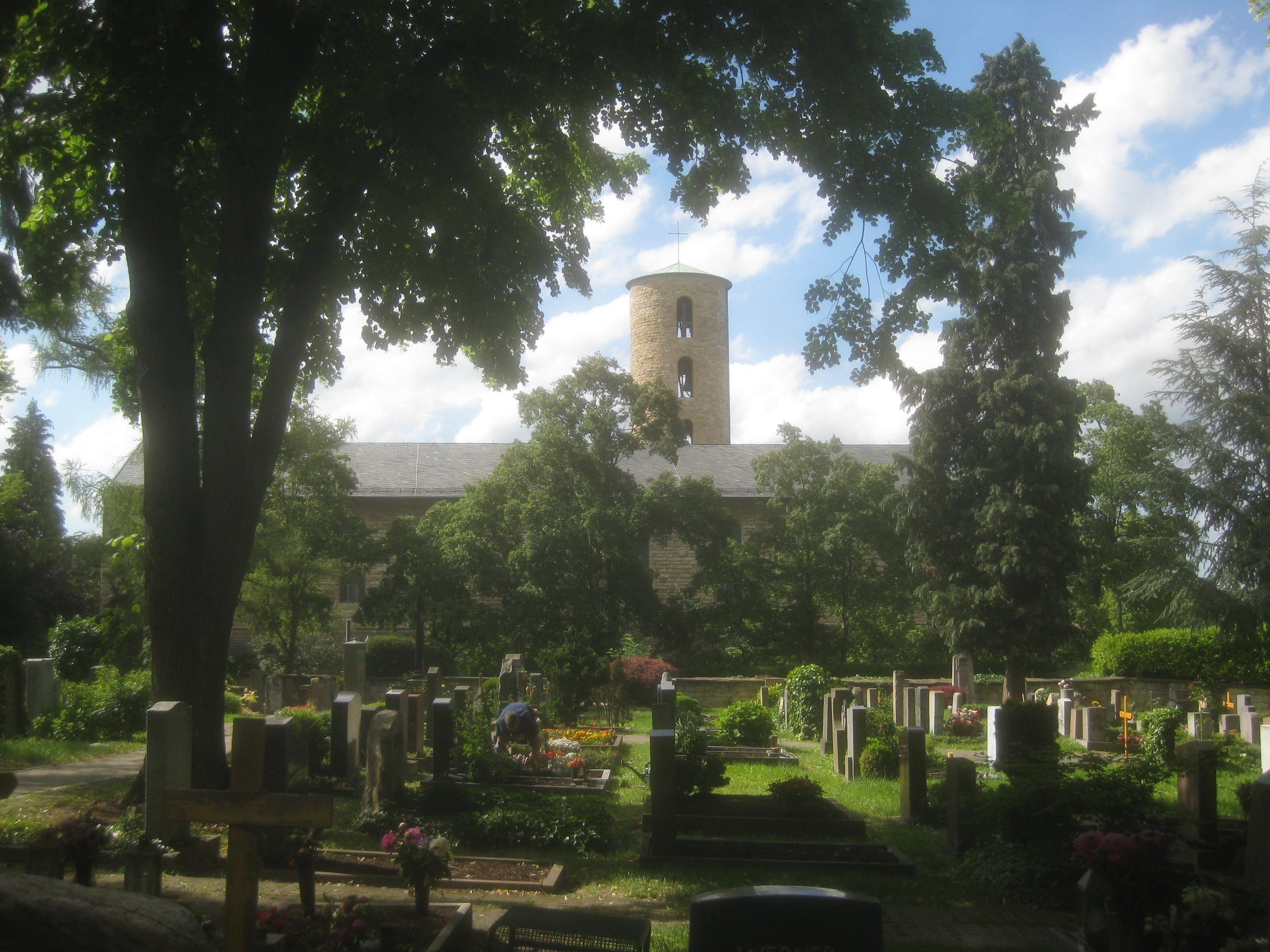
Blick vom Friedhof auf die Herz Jesu-Kirche.